# تامس پرستن-ورنر
تام پرستون-ورنر (انگلیسی: Tom Preston-Werner؛ زادهٔ ۲۸ اکتبر ۱۹۷۹) یک توسعه‌دهنده نرم‌افزار اهل ایالات متحده آمریکا است. او عمدتاً به خاطر نقشش به عنوان بنیان‌گذار و مدیرعامل سابق گیت هاب شناخته‌شده است. گیت‌هاب یک سرویس میزبانی مبتنی بر وب برای مدیریت مخازن گیت است. پرستن-ورنر سازندهٔ سرویسِ آواتارِ گرآواتار نیز هست.